# La Quadra (Vilamolat de Mur)
La Quadra és un clot -petita vall molt tancada- del municipi de Castell de Mur, al Pallars Jussà, a l'antic terme de Mur, en terres del poble de Vilamolat de Mur.
Està situat a ponent de Vilamolat de Mur i molt a prop de Miravet, al vessant nord-est de l'Obac de Miravet.. En el vessant meridional del clot hi ha la Cova de la Quadra. És al sud-oest de l'Hort Nou i a migdia del Vedat de la Solana.